# Alina Foley
Alina Chiara Foley (née le 16 avril 2003) est une actrice américaine.

## Biographie
Alina Foley est la fille de l'acteur Dave Foley et de Crissy Guerrero.
Elle est connue pour son rôle de Claire Brady dans Des jours et des vies (2008). En 2009, Alina Foley a obtenu le rôle récurrent d'Ellie dans la nouvelle série de la chaîne FX, The League. En 2010, elle a joué dans le film de Jackie Chan, The Spy Next Door.

## Filmographie
Cinéma
- 2010 : Kung Fu Nanny (The Spy Next Door) de Brian Levant : Nora